# Teatro Experimental Independiente
El Teatro Experimental Independiente (TEI) fue una compañía teatral española activa entre 1968 y 1978. En el ámbito del teatro independiente, fue un directo heredero del Teatro Estudio de Madrid (TEM), y por tanto hijo de Germán Rodríguez Blanco y William Layton. Con el claro objetivo de renovar la estética del arte dramático y espíritu de reivindicación social y política, se consolidó como eje de ciertas vanguardias. En 1978 desaparece el TEI, relevado por el Teatro Estable Castellano (TEC), compañía estable subvencionada por el Ministerio de Cultura de España. 

## Principales montajes
- Terror y miseria del Tercer Reich, de Bertolt Brecht. Primer montaje del TEI, prohibido de forma fulminante y que no pudo reponerse hasta 1974, dirigida por José Carlos Plaza.[1]
- La sesión, de Pablo Población, trabajo colectivo.
- Electra, de Eurípides, trabajo colectivo.
- La boda del hojalatero y la sombra del valle, de John Millington Synge
- La muy legal esclavitud, de Antonio Martínez Ballesteros
- Después de Prometeo, trabajo colectivo
- Haz lo que te de la gana, basado en Noche de Reyes de Shakespeare
- Oh, papá, pobre papa, mama te ha metido en el armario y a mí me da tanta pena, de Arthur Kopit
- Súbitamente el último verano, de Tennessee Williams
- Mambrú se fue a la guerra, de David Rabe
- Historia de un Soldado de Stravinsky
- Historia del zoo de Edward Albee
- Un ligero dolor de Harold Pinter
- Los justos de Albert Camus
- Amantes, vencedores y vencidos de Brian Friel
- Cándido de Voltaire
- Preludios para una fuga, trabajo colectivo basado en textos de Máximo Gorky.[2]

## Escuela de teatro
Partiendo de la cantera que años después (1985) se bautizaría como el "Laboratorio teatral de William Layton", el TEI, a lo largo de sus diez años de existencia, sirvió de plataforma a un importante número de directores y guionistas tanto de la escena como del cine español, además de a una larga lista de actrices y actores. Como referencia pueden citarse: Victoria Vera, Lola Mateo, Manuel Iborra, Helio Pedregal, Juan Luis Galiardo, José Luis Alonso de Santos.